# Loweswater (wieś)
Loweswater – wieś w Anglii, w Kumbrii, w dystrykcie (unitary authority) Cumberland. Leży 43 km na południowy zachód od miasta Carlisle i 403 km na północny zachód od Londynu. W 2001 miejscowość liczyła 209 mieszkańców.